# Eva Gonzalès
Pour la mannequin espagnole, voir Eva González.
Pour l’article homonyme, voir Gonzalès.
Éva Gonzalès est une artiste peintre française née le 19 avril 1849 à Paris, où elle est morte le 6 mai 1883.

## Biographie

### Jeunesse
Issue d'une famille bourgeoise d'origine espagnole, Eva Gonzalès vit à Paris une enfance heureuse. Sa mère est Marie Céline Ragut, une musicienne fille d'un industriel lyonnais. Son père est le romancier Emmanuel Gonzalès, feuilletoniste au journal Le Siècle, né à Saintes d'un père monégasque. Il est président de la Société des Gens de Lettres, aussi grandit-elle dans un univers d'artiste et de gens de lettres.
Ils habitent au troisième étage du no 11 rue Bréda ainsi qu'au no 2 rue Bréda et au no 4 avenue Frochot.

Édouard Manet, Eva Gonzalès (1869-1870), Londres, National Gallery.

Elle est l'élève de Charles Chaplin de 1866 à 1867 avant d'être celle de Gustave Brion.

### Carrière de peintre et de modèle
Présentée par Alfred Stevens à Édouard Manet, elle entre dans son atelier en 1869 et y rencontre Berthe Morisot, qui est jalouse de son amitié avec le maître. Elle sert fréquemment de modèle pour les membres de l'école impressionniste. Elle reçoit les éloges d'Émile Zola et de Jules-Antoine Castagnary.
Elle réalise également des estampes (Henri Guérard détente sur la plage, estampe ; Portrait, pointe sèche).
Probablement sur demande de Manet, elle est admise au Salon de 1870 et présente L'Enfant de troupe, où se fait sentir l'influence du Joueur de fifre d'Édouard Manet. Au même Salon, Manet présente Eva Gonzalès, qu'il vient d'achever, et où elle est représentée assise peignant une nature morte. Elle expose également aux éditions du Salon de Paris de 1872, 1874, 1876, de 1878 à 1880 puis de 1882 à 1883.
Elle et son fiancé, l'artiste peintre et graveur Henri Guérard, sont amis avec le peintre Norbert Gœneutte, qui fait plusieurs portraits d'elle, de son mari et de leur fils.
Eva Gonzalès prend parfois son mari, et très souvent sa sœur cadette, Jeanne, pour modèles dans plusieurs de ses tableaux, ainsi que sa mère, musicienne. Le couple se rend à la ferme Saint-Siméon à Honfleur, où il retrouve leurs amis peintres Félix Bracquemond, Félix Buhot, Paul Cézanne, Adolphe-Félix Cals, Jules Chéret, Ernest Cabaner et Norbert Gœneutte.
Retirée à Dieppe pendant la guerre franco-prussienne de 1870, elle y peint des tableaux assez sombres.
Elle se refusa à participer aux Salons impressionnistes.

### Vie privée
Eva Gonzalès épouse l'artiste peintre et graveur Henri Guérard en 1879 après des fiançailles de trois ans.
Elle meurt d'une embolie le 6 mai 1883 dans le 9e arrondissement, peu de temps après avoir accouché d'un fils, Jean Raymond Guérard. Elle est inhumée au cimetière de Montmartre à Paris.
Henri Guérard se remarie en 1888 avec sa sœur, Jeanne Gonzalès, également artiste peintre,.

## Œuvres dans les collections publiques
- En Allemagne
  - Brême, Kunsthalle : Le Réveil, 1876, hst[12]
- En Autriche
  - Vienne, Österreichische Galerie Belvedere : Les Oseraies, 1871, hst
- Au Danemark
  - Copenhague, Ordrupgaard museum : Portrait de Jeanne Gonzalès assise, vers 1875, hst
- Aux États-Unis
  - Chicago, Art Institute of Chicago : La Modiste, 1877, gouache et pastel sur toile
  - Minneapolis, Minneapolis Institute of Arts : Pommes d'Api, 1878, pastel sur papier marouflé sur toile[13]
  - Washington :
    - National Gallery of Art : Nurse avec enfant, vers 1877, hst
    - National Museum of Women in the Arts : La Nichée, 1879, hst

- En France

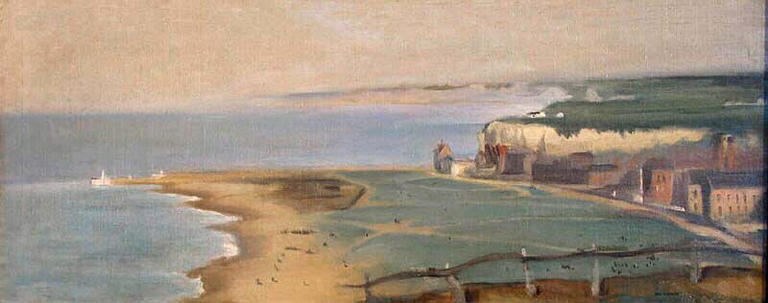
La Plage de Dieppe depuis la falaise.

  - Dieppe, musée de Dieppe : Plage de Dieppe depuis la falaise, 1871, hst
  - Gajac, musée de Gajac : L'Enfant de troupe, 1870, hst
  - Marseille, musée des beaux-arts de Marseille :  Jeanne Gonzalès de profil, hst, vers 1866-1867
  - Paris, musée d'Orsay :
    - Une loge aux Italiens, vers 1874, huile sur toile, 98 × 130 cm[14]
    - La Nichée, 1874, pastel

## Salons
- Salon des artistes français de 1870 : L'Enfant de troupe, hst[12], et Portrait de Jeanne Gonzalès, pastel[1] (remarqué par Philippe Burty)
- Salon de 1872 :  L'Indolente, hst, et La plante favorite, pastel[1]
- Salon des refusés de 1873[4] : Les Oseraies, hst
- Salon des refusés de 1875 : Une loge aux Italiens, hst
- Salon de 1878 : Pommes d'Api, pastel
- Salon de 1879 : Une loge aux Italiens, hst, seconde version

## Expositions
- Exposition à Lyon[Quand ?] : Le Thé
- Exposition à Londres dès 1869[1] : Le Thé
- 1882, Cercle artistique et littéraire (Exposition spéciale des œuvres des artistes femmes)[4]
- 1882, Paris, galerie Georges Petit
- 1883, Paris, galerie Georges Petit

### Expositions posthumes
- 1885, rétrospective dans les salons de La Vie Moderne[4], 88 œuvres exposées
- 1900, Exposition universelle à Paris, rétrospective centennale de l'art français de 1800 à 1889, Une loge aux Italiens, hst ;  Portrait de M. Guérard Gonzalès[15].
- 1907, exposition rétrospective au Salon d'automne à Paris
- 1914 (mars-avril), Paris, galerie Bernheim jeune, hommage
- 1932, Paris, galerie Bernheim jeune, rétrospective « Eva Gonzalès »
- 1950, Paris, galerie Alfred Daber, rétrospective « Eva Gonzalès »
- 1952, Monaco, Sporting d'Hiver, « Eva Gonzalès »
- 1959, Paris, galerie Alfred Daber, « Eva Gonzalès »
- 1983, Nagoya, musée préfectoral d'Aichi ; Tokyo, Tkashimaya Art Gallery ; Osaka, Takashimaya Art Gallery ; Utsunomiya, musée préfectoral des beaux-arts ; Kumamoto, musée préfectoral de Kumamoto, « Six femmes peintres : Berthe Morisot, Mary Cassatt, Suzanne Valadon, Eva Gonzalès, Marie Laurencin, Nathalie Gontcharova »
- 1986, New York, Rizzoli, « Les Femmes impressionnistes »
- 1989, Londres, George Weidenfeld and Nicolson
- 1993 (octobre-décembre), Paris, musée Marmottan, « Eva Gonzalès, Mary Cassatt, Berthe Morisot, Marie Bracquemond, les femmes impressionnistes »
- 2008 (février-mai) : Francfort (Allemagne), La Schim Kunsthalle, « Les Femmes impressionnistes : Berthe Morisot, Mary Cassatt, Eva Gonzalès, Marie Bracquemond »

Une exposition rétrospective « Eva Gonzalès - Jeanne, Henri, Edouard - L'art ensemble », première faite par un musée au monde, était prévue en 2020, au musée de Dieppe, dans le cadre de la quatrième édition du festival Normandie impressionniste, mais a été reportée à une date ultérieure.

Œuvres d'Eva Gonzalès
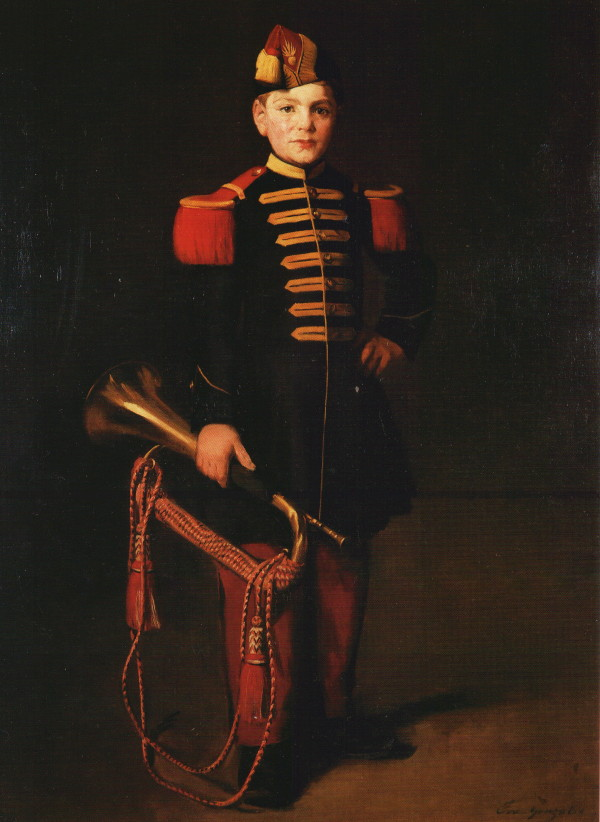
Enfant de troupe (ou Le Clairon) (1870), musée de Gajac.
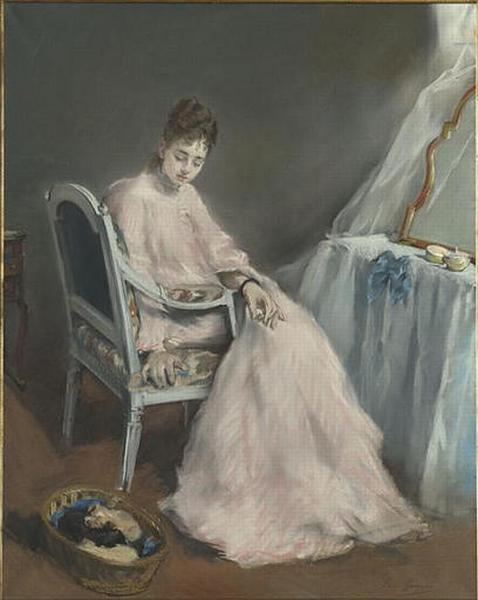
La Nichée (1873-1874), Washington, National Museum of Women in the Arts.
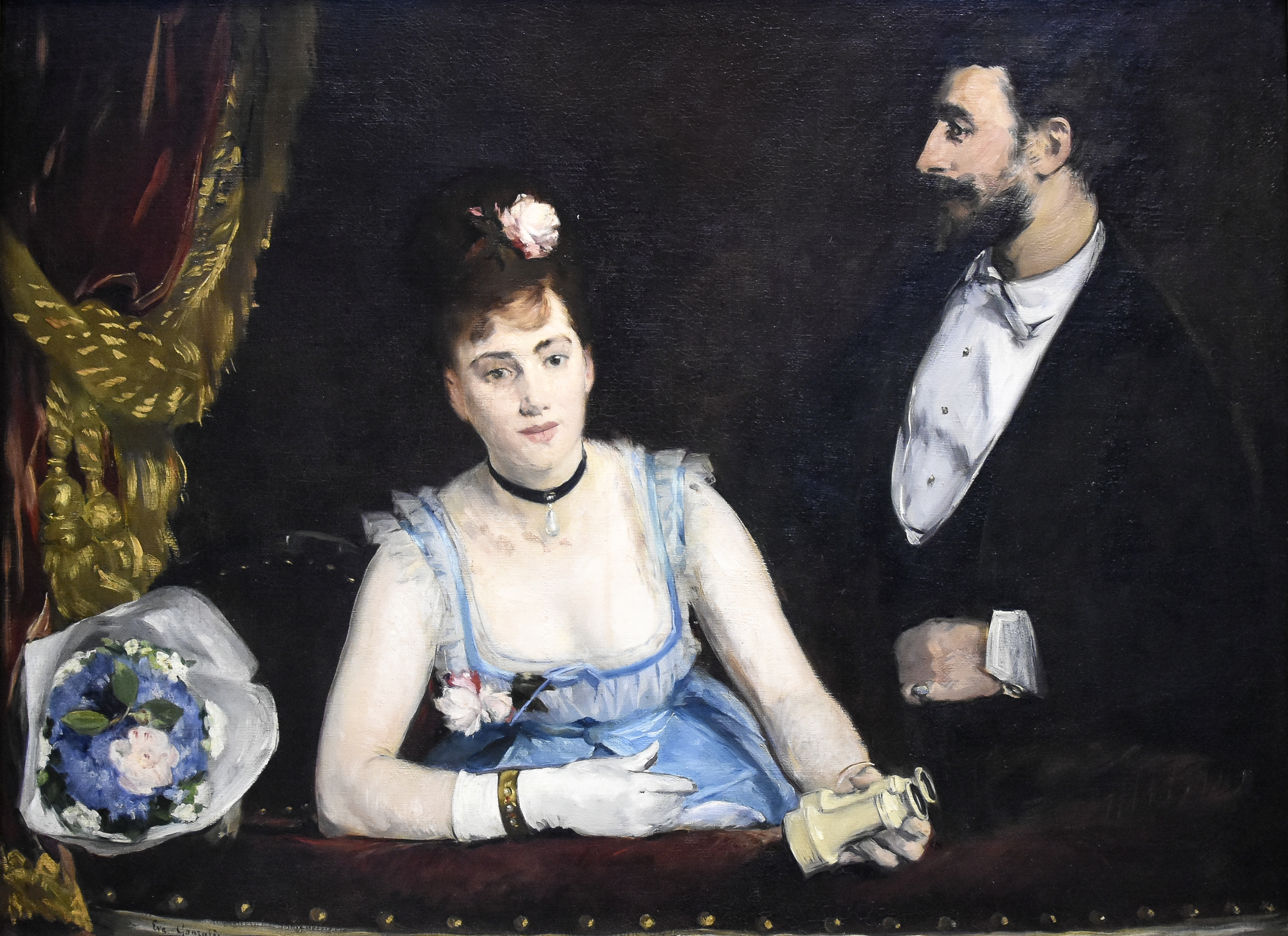
Une loge aux Italiens (1874), Paris, musée d'Orsay. Les modèles sont Jeanne Gonzalès et Henri Guérard.
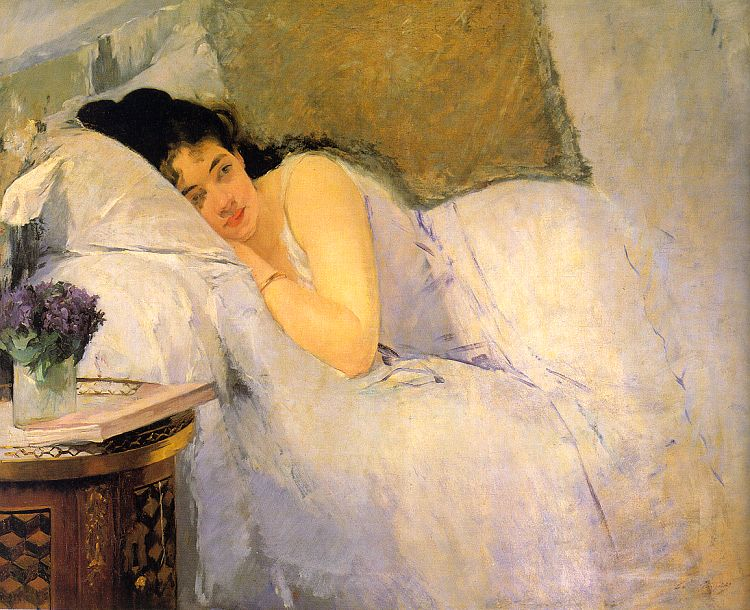
Le Réveil (1876), Kunsthalle de Brême.
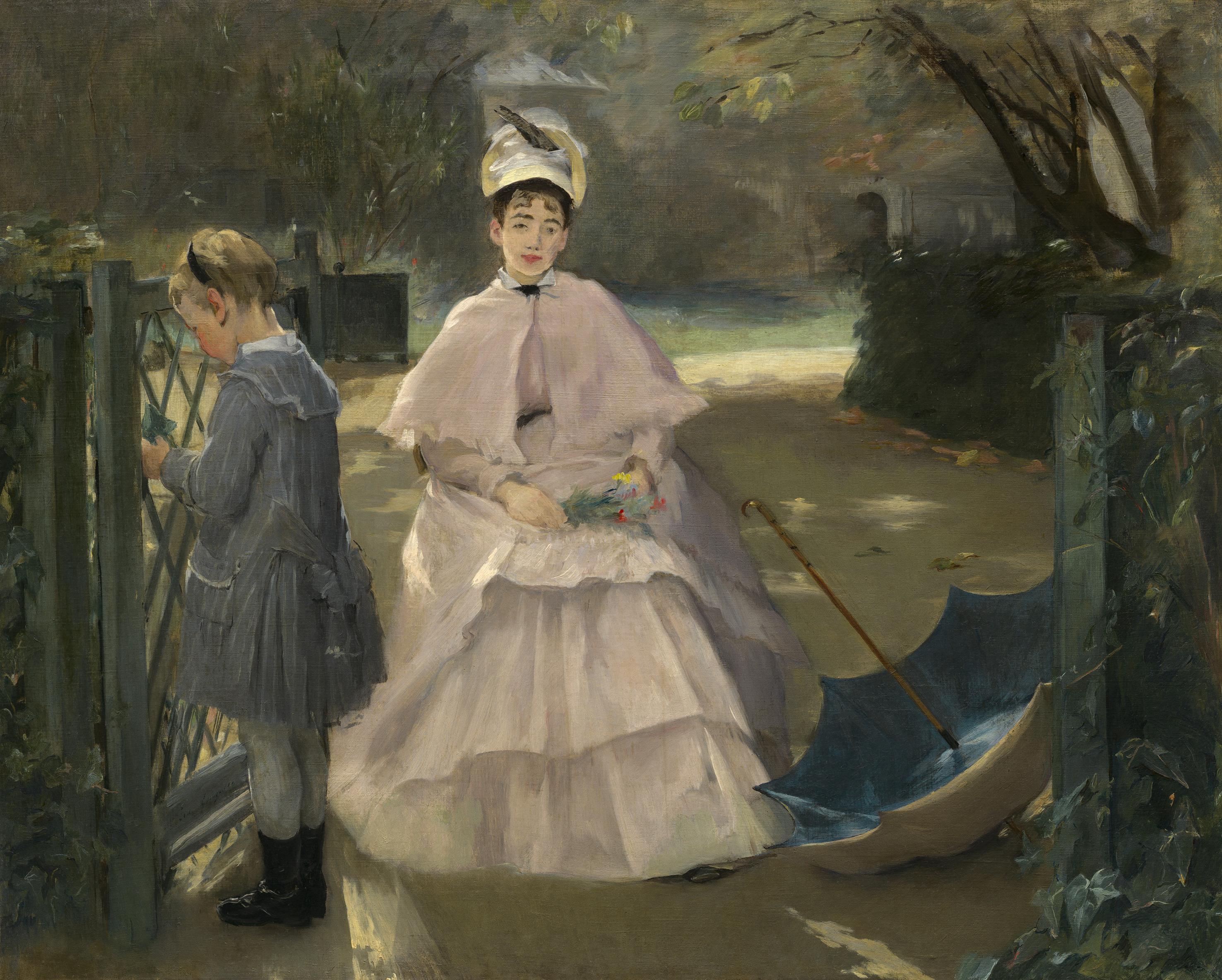
Nounou avec enfant (1877-1878), Washington, National Gallery of Art.
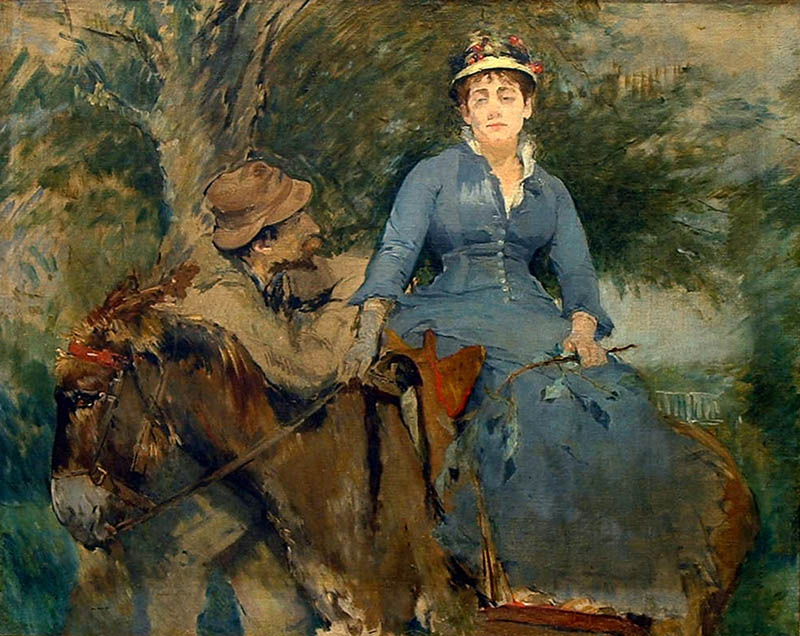
La Promenade à dos d'âne (1880), Bristol City Museum and Art Gallery.
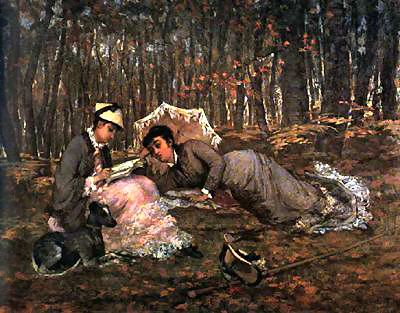
Lecture dans une clairière (1880), Paris, Petit Palais.
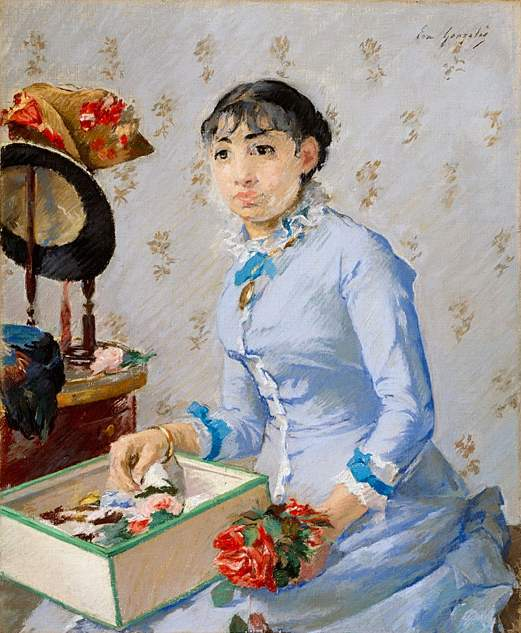
Une modiste (1882-1883), Art Institute of Chicago.

### Hommage
Une planche de quatre timbres dentelés reproduisant quatre de ses œuvres fut éditée[Quand ?] par la République de Côte d'Ivoire.

#### Dictionnaires
- Dictionnaire Bénézit
- Dictionnaire Larousse

#### Ouvrages généralistes
- Tamar Gab, Femmes impressionnistes, New York, Rizzoli, 1986
- Edward Lucie-Smith, Femmes Impressionnistes, Londres, George Weidenfeld and Nicolson, 1989
- Marianne Delafond, Les Femmes impressionnistes ; Mary Cassatt, Eva Gonzalès, Berthe Morisot, Paris, 1993  (ISBN 2-85047-227-1)
- Collectif, Les Femmes impressionnistes : Mary Cassatt, Eva Gonzalès Berthe Morisot, musée Marmottan et la Bibliothèque des Arts, 1993, 188 p.  (ISBN 2-8504-7227-1)
- Isabelle Compin, Anne Roquebert, Catalogue sommaire illustré des peintures du musée du Louvre et du musée d'Orsay, Paris, 1986 et 1990
- Jean-Jacques Lévêque, Les années impressionnistes 1870-1890, ACR édition, 1990, 660 p. (ISBN 978-2-867-70042-2).

#### Articles
- Jules-Antoine Castagnary, « Salon de 1873. Troisième Article. Le salon des refusés. – Ce qu’il aurait dû être. Ce que l’administration a fait. Il n’en est pas moins la condamnation du jury. – MM. Frimin, Girard, Lançon, d’Alheim, Merino, Denneulin, Lépine, Rouard, Sebillot, Tixier, Joncking, Châtellier, Shoutteten, Jourdan, Feyen, Lecomte, Donzel, Arlin, Quost, Rozezenski, Eva Gonzalès, Charles Frère, Thompson, Burgat, Mossa, Renoir, Lintelo, Boetzel, Benassit », Le Siècle, 24 mai 1873
- Philippe Burty, « Eva Gonzalès », in Paris Salon de la Vie moderne
- R. Henard, « Les Expositions », La Renaissance, 4 avril 1914, p. 25
- L. Hautecoeur, « Exposition Eva Gonzalès », La Chronique des arts et de la curiosité, no 15 du 11 avril 1914, p. 115
- F. Monod, « L'impressionnisme féminin », Art et Décoration, supplément de mai 1914, p. 3
- Claude Roger-Marx, « Eva Gonzalès », Arts, juillet 1950, p. 8
- (en) « The Women Stars of Impressionism », International Herald Tribune, 16-17 octobre 1993, p. 9
- (en) B. Ivry, « Fine artists whose gender doomed them to obscurity », The European élan, no 182, Londres, 1993, p. 17
- P. Piguet, « Impressions de femmes », La Croix l'Évènement, 23 novembre 1993

#### Essais, catalogues
- Claude Roger-Marx, Eva Gonzalès, Saint-Germain-en-Laye, Éditions de Neuilly, 1950, p. 25
- Claude Roger-Marx, Eva Gonzalès, Paris, galerie Daber, 1959
- Marie-Caroline Sainsaulieu, Jacques de Mons, Eva Gonzalès (1849-1883), étude critique et catalogue raisonné, La Bibliothèque des Arts, Paris, 1990, 360 p.
- Elisabeth Jacquet, Eva Gonzalès, rencontre avec une jeune femme moderne, L’Atelier contemporain, 2020 (présentation en ligne)

#### Roman
- Eduardo Manet, Le Fifre, Écriture éditeur, 2011, 254 p.  (ISBN 978-2-35905-031-8)